# Félix Mayol
Félix Mayol, (Toulon, 1872. november 18. – Toulon, 1941. október 26.) francia énekes, színész. Félix Mayol a Belle Epoque (az úgynevezett „Boldog békeidők”) népszerű francia énekese és filmszínésze volt. 

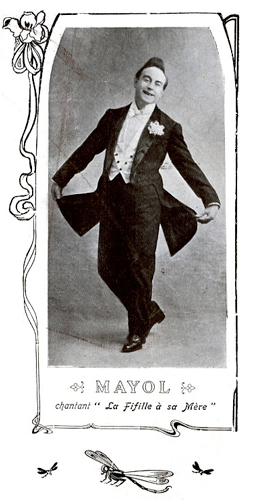

## Pályafutása
Mayol Toulonban született. Toulon és Marseille színpadain debütált. 1895-ben Párizsban énekesként sikert aratott nőies fellépéséseivel. Egy memoárjában közölt anekdotájában beszámol arról, hogy az elhagyott kaméliája hiányában − amelyet az elegáns férfiak akkoriban kabátjuk hajtókáján viseltek – vett helyette egy kis gyöngyvirágot. Ez aztán az emblémája lett. A valószínűtlen hajbojt, amelyet pedig a fején viselt, annyira híressé vált, hogy sokan kezdtén utánozni.
Első nagy sikerét 1896-ban érte el Théodore Botrel sanzonénekes „La Paimpolaise” című dalávak érte el. 1900-ban, az „À la cabane bambou-t” énekelte, majd szerződtette a Teatro alla Scala. Ott született 1902-ben az a dal, amely gazdaggá és híressé tette, a „Viens, poupoule!” − egy német dal feldolgozása.
1905-ben tért vissza a Párizsba egy divatos spanyol táncdal adaptációjával. Félix Mayol a Gaumont hangos rövidfilmjeiben is szerepelt. A filmvállalat ekkor lemezes hangrendszert használt. Mayolnak sok fonográfhengeren vagy hanglemezen készült felvétele még ma is létezik.
Mayol egész Franciaországot és a francia nyelvű országokat bejárta. A hírneve akkora volt, hogy még Charlie Chaplin is eljött hallgatni. Az 1914, 1918 közötti időszakot számos németellenes dal jellemezte, amelyek a csapatok morálját hivatottak fenntartani.
1938-ban hét búcsúshow-t tartott a párizsi közönségnek, és visszavonult Toulonba. Toulonhoz és különösen rögbi klubjához kötődve 60 000 aranyfrankot afományozott a jelenleg is a nevét viselő Mayol stadion építésének finanszírozására. Mayol vélt vagy valós homoszexualitása a cölibátushoz és nőies színpadi játékstílusához köthető. Akkoriban a dalszerzők és más írók gyakran emlegették Mayol és Mistinguett házasságát, amelyet a semmiből találtak ki. Mayol egyes dalai prostituáltakat, illetve olyan nőket ábrázolnak, akik mindig szívesen látják a szexuális találkozásokat.
Az emlékei szerint Mayolnak közel 500 dala van.

## Filmek
- https://www.imdb.com/name/nm0562934/
- 1905-ös gaumonti sorozat után Mayol további öt filmben, három némafilmben szerepelt, köztük a Le filon du Bouifban (Louis Osmont, 1922) és két korai hangos filmben, az „Aux urnes, citoyens!/Tu sera député” (Jean Hémard, 1932) és a „La dame de chez Maxim's” (Korda Sándor, 1933) Florelle főszereplésével.